# Tipula (Lunatipula) pustulata
Tipula (Lunatipula) pustulata is een tweevleugelige uit de familie langpootmuggen (Tipulidae). De soort komt voor in het Palearctisch gebied.